# Laena cooteri
Laena cooteri (лат.) — вид жуков-чернотелок рода Laena из подсемейства мохнатки (Lagriinae, Tenebrionidae). Эндемик Китая. Вид назван в честь колеоптеролога Jon Cooter (Hereford, Великобритания), одного из коллекторов типовой серии.

## Распространение
Китай: провинции Фуцзянь (Emei Feng, 1555 м) и Цзянси (Wuyi Shan Nature Reserve, Huanggan Shan, 1800–2050 м).

## Описание
Мелкие бескрылые жуки-чернотелки, длина тела от 4,0 до 5,2 мм. Отличается окаймлёнными краями переднеспинки (у близкого вида Laena hlavaci она неокаймлённая). Все бёдра с отчётливыми зубцами.  Обитают в наземном лесном ярусе. Вид был впервые описан в 2008 году немецким колеоптерологом Вольфгангом Шваллером (Dr. Wolfgang Schawaller; Staatliches Museum für Naturkunde, Штутгарт, Германия).